# Nuculana fastidiosa
Nuculana fastidiosa is een tweekleppigensoort uit de familie van de Nuculanidae. De wetenschappelijke naam van de soort is voor het eerst geldig gepubliceerd in 1856 door A. Adams.